# Erich Nadler
Erich Nadler (* 27. Juli 1881 in Bahn, Kreis Greifenhagen; † 27. Oktober 1960 in Berlin-Wilmersdorf) war ein deutscher Schauspieler bei Bühne und Film.

## Leben und Wirken
Nadler hatte zu Beginn des 20. Jahrhunderts begonnen, Theater zu spielen. Zu seinen Bühnenstationen zählten unter anderem Bromberg im damaligen Westpreußen, Bochum, das Englische Theater Berlin, die Schlesische Bühne (Berlin/Breslau), die kleinen Berliner Sommerbühnen Kleines Theater und Naturbühne, das Sommertheater Meißen und eine Gastspieldirektion während des Zweiten Weltkriegs. Die letzte Spielzeit im Dritten Reich (1943/44) führte Erich Nadler an das Stadttheater Heilbronn. Seine Nachkriegslaufbahn begann der aus Pommern stammende Künstler 1945 am Stadttheater von Altenburg, wo er bis 1949 vier Spielzeiten lang blieb. Anschließend unternahm er nur noch Gastspielreisen. 
Zum Film stieß Erich Nadler recht spät. Dort sah man ihn – ab 1950 ausschließlich in DEFA-Produktionen – in einer Reihe von Chargenrollen, etwa als Polizeioffizier in der munteren Albers-Rühmann-Komödie Der Mann, der Sherlock Holmes war, als Spielleiter im „Trocadero“ an der Seite von Zarah Leander in Der Blaufuchs, als Vater Heßling in Wolfgang Staudtes Der Untertan und zuletzt mit einer winzigen Rolle in der aufwendigen Co-Produktion mit Frankreich Die Elenden.

## Filmografie
- 1936: Port Arthur
- 1937: Menschen ohne Vaterland
- 1937: Der Mann, der Sherlock Holmes war
- 1937: Wie einst im Mai
- 1938: Musketier Meier III
- 1938: Großalarm
- 1938: Der Blaufuchs
- 1947: Kein Platz für Liebe
- 1950: Familie Benthin
- 1951: Die letzte Heuer
- 1951: Der Untertan
- 1953: Die Unbesiegbaren
- 1953: Kein Hüsung
- 1954: Das geheimnisvolle Wrack
- 1954: Pole Poppenspäler
- 1957: Lissy
- 1957: Die Elenden